# Авенида де Майо (станция метро)
«Авенида де Майо» (исп. Avenida de Mayo) — станция Линии C метрополитена Буэнос-Айреса. С неё можно сделать пересадку на станцию Лима (Линия A).
Станция находится в районе Монсеррат, поблизости от пересечении улиц Авенида Нуэве-де-Хулио и Авенида де Майо, от последней станция метро и получила своё наименование. Станция Авенида де Майо была открыта 9 ноября 1934 года. В 1997 году станция была включена в число Национальных исторических памятников.
Станция украшена 2 керамическими панно. Первое, размером 4,30 х 2 метра, выполнено по эскизу 1934 года художника Игнасио Сулоага и изображает римский акведук в Сеговии. Второе, размером 3,9 х 1,95 метров, выполнено по эскизу 1934 года художника Фернандо Альвареса Сотомайора и называется «Испания — Аргентина 1934» (España - Argentina MCMXXXIV).